# 無彩色

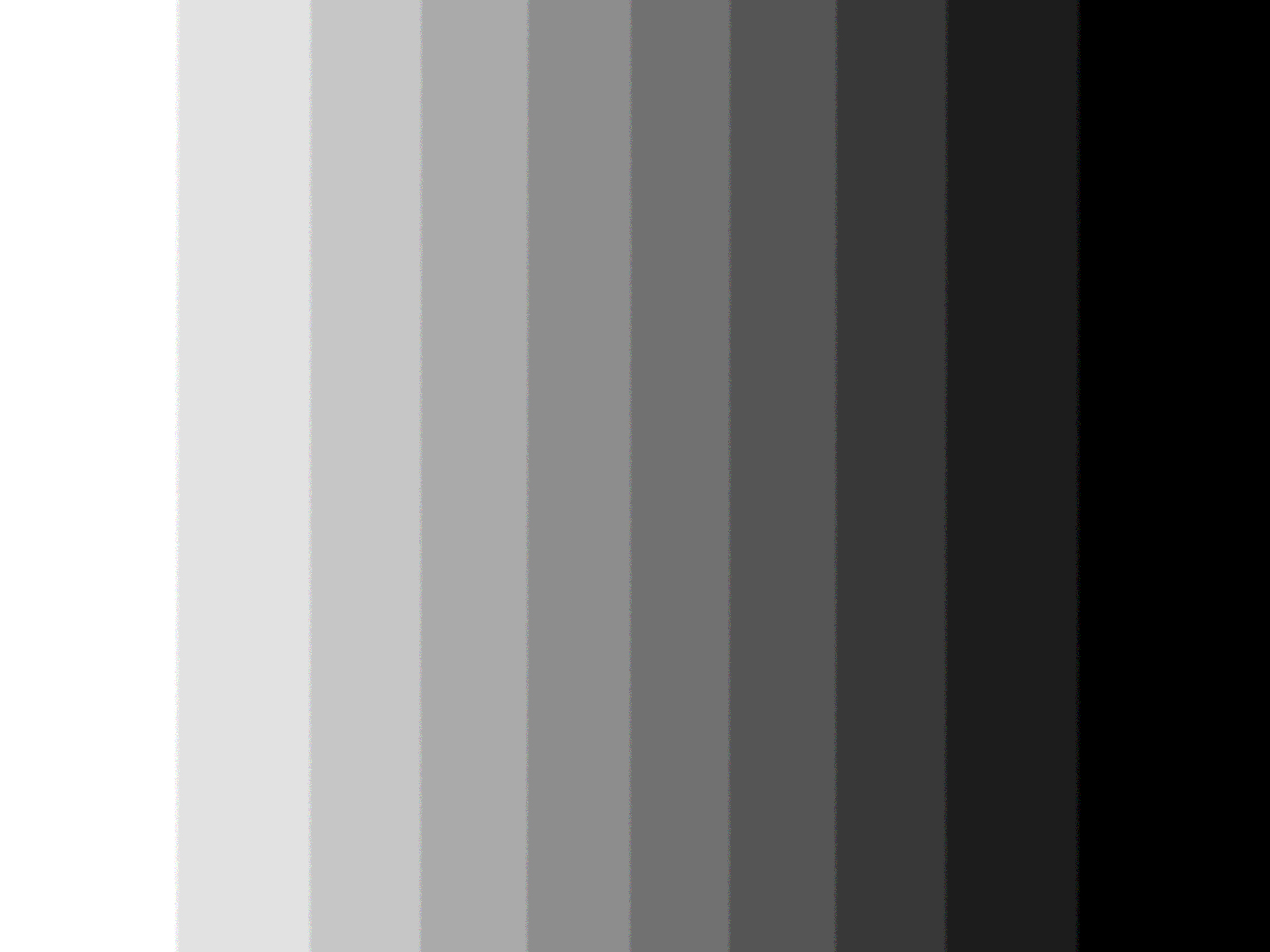
無彩色。両端の白と黒も含む。
なお、これは通常の液晶ディスプレイでは幾分赤味に表示される筈の画像データであり、完全な無彩色ではない。

無彩色（むさいしょく、英語: achromatic color）は、白と黒との混合で得られる色（白と黒自体も含む）の総称である。白・黒・さまざまな濃度の灰色が含まれる。
「無彩色」という名詞は、彩度が0であることを表している。無彩色でない色は、彩度を有する有彩色である。

## 色空間と無彩色

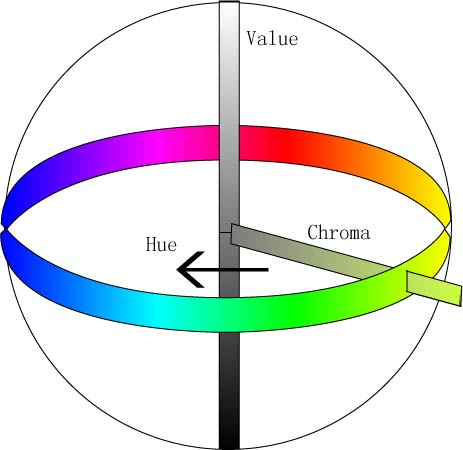
マンセル型（マンセル・カラー・システムではない）色空間。中心の上下軸が無彩色である

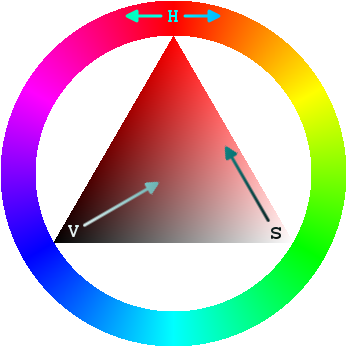
等色相三角形。この図では下辺が無彩色である。
なお、均等色空間は実在せず、これは等色相面ではない。

マンセル、HLS、HSV(HSB)、NCS、オストワルトなど色相を使う色空間では、無彩色は色空間の上端と下端を結ぶ線である。オストワルトの等色相面、同一の色相を切り出したものでは、無彩色は通常、上下に走る一辺である。色相は定義できないものであるか、無定義である。つまり、無彩色の色は明度（あるいは黒色量・白色量）だけで決まり、色相が変わっても色は同じである。
一方、RGB・XYZ・CMYなど原色を使う色空間では、無彩色の各原色量は等しい。RGBなら R = G = B である。ただしCMYKでは、無彩色はK（黒）のみを使って表され、C = Y = M = 0 である。
L*u*v*・L*a*b*・YPbPrなど、明度と2つの色情報で色を表す色空間では、明度以外は0（たとえば a* = b* = 0）である。ただし、xyYでは、x = y = 1/3 が無彩色である。

## モノクロームと無彩色
モノクロームの映像や画像を表示するには、無彩色を使うのが基本である。無彩色のみで表した画像や映像は白黒と呼ばれる。

## 無彩色の一覧
黒から灰色まで
| 色名 (日本語)    | 色名 (英語)   | RGB (10進)  | RGB (16進) |
| ---------------- | ------------- | ----------- | ---------- |
| 黒               | Black         | 0/0/0       | #000000    |
| イーリーブラック | Eerie black   | 27/27/27    | #1B1B1B    |
| ダークチャコール | Dark charcoal | 51/51/51    | #333333    |
| ジェットブラック | Jet black     | 52/52/52    | #343434    |
| シャドーグレー   | Shadow gray   | 63/63/63    | #3F3F3F    |
| デービスグレー   | Davy's gray   | 85/85/85    | #555555    |
| グラナイトグレー | Granite gray  | 103/103/103 | #676767    |
| ディムグレー     | Dim gray      | 105/105/105 | #696969    |
| 灰色             | Gray          | 127/127/127 | #7F7F7F    |

灰色から白まで
| 色名 (日本語)      | 色名 (英語)  | RGB (10進)  | RGB (16進) |
| ------------------ | ------------ | ----------- | ---------- |
| 灰色               | Gray         | 127/127/127 | #7F7F7F    |
| ネオングレー       | Neon gray    | 128/128/128 | #808080    |
| スパニッシュグレー | Spanish gray | 152/152/152 | #989898    |
| クイックシルバー   | Quick silver | 166/166/166 | #A6A6A6    |
| ダークグレー       | Dark gray    | 169/169/169 | #A9A9A9    |
| ミディアムグレー   | Medium gray  | 190/190/190 | #BEBEBE    |
| 銀色               | Silver       | 192/192/192 | #C0C0C0    |
| ネオンシルバー     | Neon silver  | 204/204/204 | #CCCCCC    |
| ライトグレー       | Light gray   | 211/211/211 | #D3D3D3    |
| ゲインズボロ       | Gainsboro    | 220/220/220 | #DCDCDC    |
| ホワイトスモーク   | White smoke  | 245/245/245 | #F5F5F5    |
| 白                 | White        | 255/255/255 | #FFFFFF    |